# Bliskowice
Bliskowice [blʲiskɔˈvʲit͡sɛ] es un pueblo en el distrito administrativo de Gmina Annopol, dentro del condado de Kraśnik, Voivodato de Lublin, en el este de Polonia. Se encuentra a 8 kilómetros (5 mi) al norte de Annopol, 28 km (17 mi) al oeste de Kraśnik, y 62 km (39 mi) al suroeste de la capital regional Lublin.
El pueblo tiene una población de 310.